# Cult of the Dead
 (septembre 2017).
Si vous disposez d'ouvrages ou d'articles de référence ou si vous connaissez des sites web de qualité traitant du thème abordé ici, merci de compléter l'article en donnant les références utiles à sa vérifiabilité et en les liant à la section « Notes et références ».
Albums de Legion of the Damned
Feel the Blade
(2008) Descent Into Chaos
(2011)
Cult of the Dead est le quatrième album du groupe de thrash et death metal néerlandais Legion of the Damned, sorti fin 2008.

## Présentation
Cult of the Dead est produit par Andy Classen et les enregistrements sont effectués en septembre 2008.
Il est précédé d'une vidéo de la chanson-titre, Cult of the Dead, publiée le 15 décembre 2008.
L'album atteint la 60e place des classements allemands.
Pour le  magazine de metal britannique, Metal Hammer, de janvier 2009, Cult of the Dead est nommé « album du mois ». Le magazine allemand Rock Hard loue également l'album.
L'album a en commun avec les précédents opus des paroles faisant largement référence au côté sombre de l'occultisme[réf. nécessaire].
Une édition spéciale est livrée avec un article unique dans le merchandising en metal, puisque l'album est accompagné d'un bloc de fromage, estampillé de leur logo. Il s'agit d'un clin d'œil aux origines néerlandaises du groupe[réf. nécessaire].
La version digipack en édition limitée comporte une pochette alternative et est livrée avec un DVD constitué de la même liste de pistes que le CD mais les titres sont joués lors de répétitions. Elle comprend, également, un second disque, le Live at Rock Hard Festival de 2006.

## Liste des titres
Toutes les paroles sont écrites par Tony "Skullcrusher" Manero, toute la musique est composée par Legion of the Damned.
| 1.    | Sermon of Sacrilege (intro) | 1:14 |
| 2.    | Pray and Suffer             | 4:14 |
| 3.    | Black Templar               | 3:19 |
| 4.    | House of Possession         | 3:49 |
| 5.    | Black Wings of Yog-Sothoth  | 2:54 |
| 6.    | Cult of the Dead            | 4:16 |
| 7.    | Necrosophic Blessing        | 3:45 |
| 8.    | Enslaver of Souls           | 4:05 |
| 9.    | Solar Overlord              | 3:29 |
| 10.   | Lucifer Saviour             | 3:41 |
| 11.   | The Final Godsend           | 6:45 |
| 41:31 |                             |      |

| 1. | Werewolf Corpse           | 3:56 |
| 2. | Death's Head March        | 4:12 |
| 3. | Demonfist                 | 4:31 |
| 4. | Taste of the Whip         | 4:01 |
| 5. | Into the Eye of the Storm | 4:40 |
| 6. | Killing for Recreation    | 3:51 |
| 7. | Malevolent Rapture        | 4:34 |
| 8. | Bleed for Me              | 3:42 |
| 9. | Legion of the Damned      | 3:53 |

## Crédits
| - Maurice Swinkels : chant - Erik Fleuren : batterie - Harold Gielen : basse - Richard Ebisch : guitare - Composition (intros et outros) : Father Macabre - Conception (piano outro concept) : Vanessa Bless | - Production, mixage, mastering : Andy Classen - Producteur délégué : Andy Siry - Photographie : Stefan Heilemann - Illustration : Davide Nadalin - Design : Tobe - A&R : Leo Lab |